# عدالت به‌مثابه انصاف
«عدالت به‌مثابه انصاف: سیاسی نه متافیزیکی» مقاله ای از جان رالز است که در سال ۱۹۸۵ منتشر شد و در آن او برداشت خود از عدالت را تشریح می‌کند. عدالت شامل دو اصل اصلی آزادی و برابری است. اصل دوم به «برابری عادلانه فرصت و اصل تفاوت» تقسیم می‌شود.
راولز در اصل این تئوری را در کتاب ۱۹۷۱ خود با عنوان "نظریه عدالت" ارائه داد، و متعاقباً در کتاب بعدی خود با عنوان " لیبرالیسم سیاسی " به چندین موضوع آن پرداخت.